# Église Saint-Jean-Baptiste de Saint-Jean-le-Thomas
Pour les articles homonymes, voir Église Saint-Jean-Baptiste.
L'église Saint-Jean-Baptiste de Saint-Jean-le-Thomas est un édifice catholique qui se dresse sur le territoire de la commune française de Saint-Jean-le-Thomas, dans le département de la Manche, en région Normandie.
Elle serait un des plus anciens édifices religieux du département.
L'église est inscrite aux monuments historiques.

## Localisation
L'église Saint-Jean-Baptiste est située à l'entrée du bourg de Saint-Jean-le-Thomas, en hauteur à trente mètres au-dessus du niveau de la mer, sur la route qui mène à Ronthon, dans le département français de la Manche.
Son cimetière borde son flanc sud et reste inclus dans l'enclos. Au nord l'ancien presbytère et au nord ouest l'ancienne institution de la congrégation des sœurs de Notre-Dame du Mont Carmel sont depuis 2011 confiés à la communauté du Chemin Neuf qui a ouvert un centre d'hébergement L'Étoile de la mer destiné, entre autres, aux pèlerins du mont Saint-Michel,.
Placée sur le tracé de deux chemins montois, le chemin du mont Saint-Michel à Saint-Pair et celui du Mont à Coutances, elle domine au nord la baie du mont Saint-Michel. Saint-Jean-le-Thomas, antérieurement Saint-Jean-du-bout-de-la-mer, est une grève d'accès au Mont à marée basse ainsi qu'un port d'échouage abrité.

## Historique
Les premières mentions écrites évoquent le don en 917 par Guillaume « Longue-Épée », deuxième duc de Normandie de la seigneurie et de son église à l'abbaye du Mont-Saint-Michel.
Au XIe siècle, Robert Ier de Normandie confirme ce don à l'abbaye de Mont et y associe d'autres terres entre Carolles et Dragey.
En 1162, Guillaume de Saint-Jean, seigneur de Saint-Jean et second fondateur de l'abbaye de La Lucerne, donne son église à La Lucerne. La confirmation de cette possession est retrouvée dans un pouillé de 1412 désignant l'abbé de l'abbaye comme seigneur et patron de l'église.
Les dernières recherches archéologiques en 2021 évoquent l'intégration dans le mur nord et le mur sud du chœur d'une élévation datée du bas-empire. L'étude du bâti fait remonter l'élévation du chœur à l'époque carolingienne ce qui correspond probablement au premier édifice religieux mentionné en 917.

### Datation de la construction
L'étude archéologique du bâti des parements extérieurs de l'église Saint-Jean-Baptiste faite en 2021, avant une campagne de restauration, complète les datations du bâti évoquées par Arnaud Paquin, architecte départemental du patrimoine en 2017. Sept phases de construction sont distinguées.
Phase 1 : une construction gallo romaine conservée sur près de 10 mètres et 3,50 mètres de haut sera reprise au haut Moyen Âge pour constituer le mur nord et le mur sud du chœur.
Phase 2 : les murs du chœur sont surélevés d'un mètre entre le IXe et le début du XIe siècle, c'est à cette époque que se constitue l'édifice religieux, chapelle ou église et dans la phase 3, au début du XIe siècle, la nef est construite. L'accès de l'édifice se fait par une porte dans le mur sud obstruée au XIIe. La nef mesure alors 13,40 m de long sur 8 m de large.
Phase 4 : la nef est prolongée à l'ouest au XIIe siècle dans le prolongement de l'existant de 7,40 mètres, elle se termine à l'ouest par un mur pignon muni d'un contrefort central. Un grand portail est aménagé dans le mur gouttereau sud plus proche de la nouvelle extrémité occidentale et entraine la fermeture de l'ancien accès. La phase 5, au XIIIe siècle, consiste seulement à poser un parement extérieur et à ouvrir des fenêtres gothiques.
Phase 6 : au XVe siècle la charpente est entièrement reprise. C'est probablement à cette époque que le chevet plat est reconstruit et qu'un porche est placé devant le portail roman.
Phase 7 : XVIe – XVIIe siècle, ouvertures de quatre grandes baies éclairant le chœur et la nef. L'ouverture dans le chevet est obstruée au moment de la pose du retable au XVIIIe siècle. Au XVIIe une chapelle est aménagée sous un clocher en bâtière sur le flanc sud, en 1896-1897 une tour clocher carrée sans flèche est érigée, à la place de l'ancienne, au-dessus de cette chapelle.
Restaurations contemporaines : en 1970, Yves-Marie Froidevaux, architecte en chef des monuments historiques, restaure le pignon occidental dans son état du XIIe siècle, il supprime la grande baie, rétablit le contrefort et l'ouverture des deux petites baies romanes, la baie sommitale, donnant dans les combles, dégagée reste obturée. Il découvre, après le signalement du curé, l'abbé Porée, sur le mur sud de la nef, sous l'enduit des fragments de peintures murales romanes du XIe – XIIe siècle, interprété alors comme le combat de Jacob avec l'ange. Les fresques qui couvraient sans doute tout l’intérieur de l’édifice sont dégagées et restaurées en 1975 puis en 1979. En 2021, après une étude archéologique du bâti, des restaurations sont entreprises : repositionnement de la charpente, réfection du lambris de la voûte, consolidation des peintures murales romanes avant le drainage et la consolidation du mur sud et la réfection de la toiture du chœur,,.

## Description

### Plan
Son plan est celui d'une nef unique sans transept avec, dans son prolongement, un chœur à chevet plat plus étroit, construits sous charpente sans voûte. L'ensemble mesure 31,10 mètres de long sur 8,40 mètres pour la nef et 6,70 mètres pour le chœur qui constitue un tiers de la longueur de l'édifice. Il n'y a pas d'entrée occidentale, elle est située sur la face sud de la nef, abritée par un porche, structure quadrangulaire large de 4,36 m sur 3,16 mètres de profondeur. Un clocher carré de 5,79 m de côté flanque la nef au sud à la limite du chœur, il abrite une chapelle carrée largement ouverte sur la nef. Les deux pignons à l'est et à l'ouest culminent à environ dix mètres, le mur gouttereau s'élève au sud à 5,13 m et au nord 4,60 m. Orienté selon la règle, le plan est incliné cependant de quinze degrés vers le sud-est.

### Extérieur
Le pignon occidental, rétabli dans son état du XIIe siècle en 1970, barré par un grand contrefort central, est ouvert seulement par deux baies étroites à linteau monolithe de granite de part et d'autre du contrefort ; une troisième fenêtre au sommet, dont le cintre est formé de claveaux de granite, donne dans les combles et reste obturée après avoir été dégagée par la restauration. Ces trois baies sont datées du XIIe siècle. Le pignon dont les surmonts ont bénéficié d'une restauration au XXe siècle est coiffé d'une croix en pierre.
La face sud illustre les différentes époques de construction de l'église. Le mur de la nef est percé en hauteur de trois baies étroites à linteau monolithe, la plus occidentale est datée du XIIe siècle, les deux autres, situées sur la nef primitive, seraient du XIe. L'appareil plus sombre de l'extrémité occidentale marque le prolongement de la nef au XIIe siècle. le porche du XVe muni de bancs en pierre de chaque côté, abrite l'entrée principale ouverte à l'époque du prolongement de la nef. Le cintre du portail est orné d'une simple voussure torique. Il est surmonté d'une vierge de pitié en pierre anciennement polychrome du XVe – XVIe siècle,. Une baie plus grande en plein cintre est probablement contemporaine de l'agrandissement de la nef au XIIe. Au même niveau est visible l'ancien portail de la nef primitive (XIe) : une arcade à claveau de granite surmonte un linteau monolithe, droit dans sa partie basse et triangulaire en bâtière pour sa partie haute, entre l'arc et le linteau un appareil cubique posé sur la pointe offre un décor réticulé. La tour du clocher de 1895, carrée avec deux contreforts corniers, occupe l'extrémité orientale du mur de la nef. Ses deux étages sont coiffés d'un toit pyramidal peu élevé et d'une balustrade en pierre. Son mur sud est ouvert par une baie trilobée éclairant la chapelle sud, surmontée à l'étage par un oculus et au-dessus par deux ouvertures munies d'abat-sons. Une porte sur son mur occidental permet un accès secondaire à l'église par la chapelle sud. L'accès à l'étage du clocher se fait par un escalier extérieur le long de son mur est. Le mur sud du chœur est en moyen appareil cubique dont la partie basse correspondrait à l'édifice antique du bas empire et la partie haute à l'élévation du chœur primitif pré-roman. Le comblement d'une ancienne porte de la construction antique utilise par endroit un appareil disposé en appareil en arête-de-poisson. Deux petites baies romanes sont visibles en haut du mur près du clocher, l'une à linteau monolithe, l'autre dont le cintre est constitué de claveaux en TCA. Une grande baie cintrée a été ouverte au XVIe siècle au milieu de ce mur comme en face sur le mur nord et sur les deux pignons.
Le pignon est, édifié au XVe siècle, correspond au chevet plat du chœur. La chevronnière en pierre est coiffée au sommet d'une croix en pierre, ces rampants datent du XXe siècle. Au milieu du mur se laisse deviner la fenêtre du XVIe obturée au XVIIIe quand le retable est installé.
Le mur nord du chœur est assez semblable pour son appareil cubique et son mortier au mur sud correspondant. Sa base a bénéficié d'une datation au carbone 14 donnant une fourchette entre 169 et 338 donc de l'antiquité et son élévation dans un style comparable de bas appareil cubique carolingien est percé en hauteur de trois petites fenêtre dont le cintre est formé de claveaux de briques. Elles aussi ont pu bénéficier d'une datation au carbone 14 donnant une fourchette entre 814 et 1014. la similitude entre le mur nord et le mur sud est en faveur d'une construction simultanée du chœur pré-roman. Son édification présente des similitudes avec l'église souterraine de Notre-Dame-sous-Terre au Mont Saint-Michel construite par les bénédictins au Xe siècle,. Ce mur nord est également ouvert par une grande baie trilobée percée à l'époque moderne, XVIe siècle, en face de la baie sud. Le mur nord de la nef est ouvert sur sa partie orientale par une grande baie rectangulaire chanfreinée du XVIe et plus à l'ouest d'une baie cintrée haute et étroite du XIIIe siècle, il est coupé par l'enclos du presbytère près de la façade occidentale,.
En faisant le tour de l'église peuvent être remarqués deux objets inscrits sur la base Palissy : une dalle funéraire armorié du XVIIe en appui sur le mur sud de la tour et une statue en pierre polychrome de saint Avertin du XVe dans une niche sur la façade du presbytère.

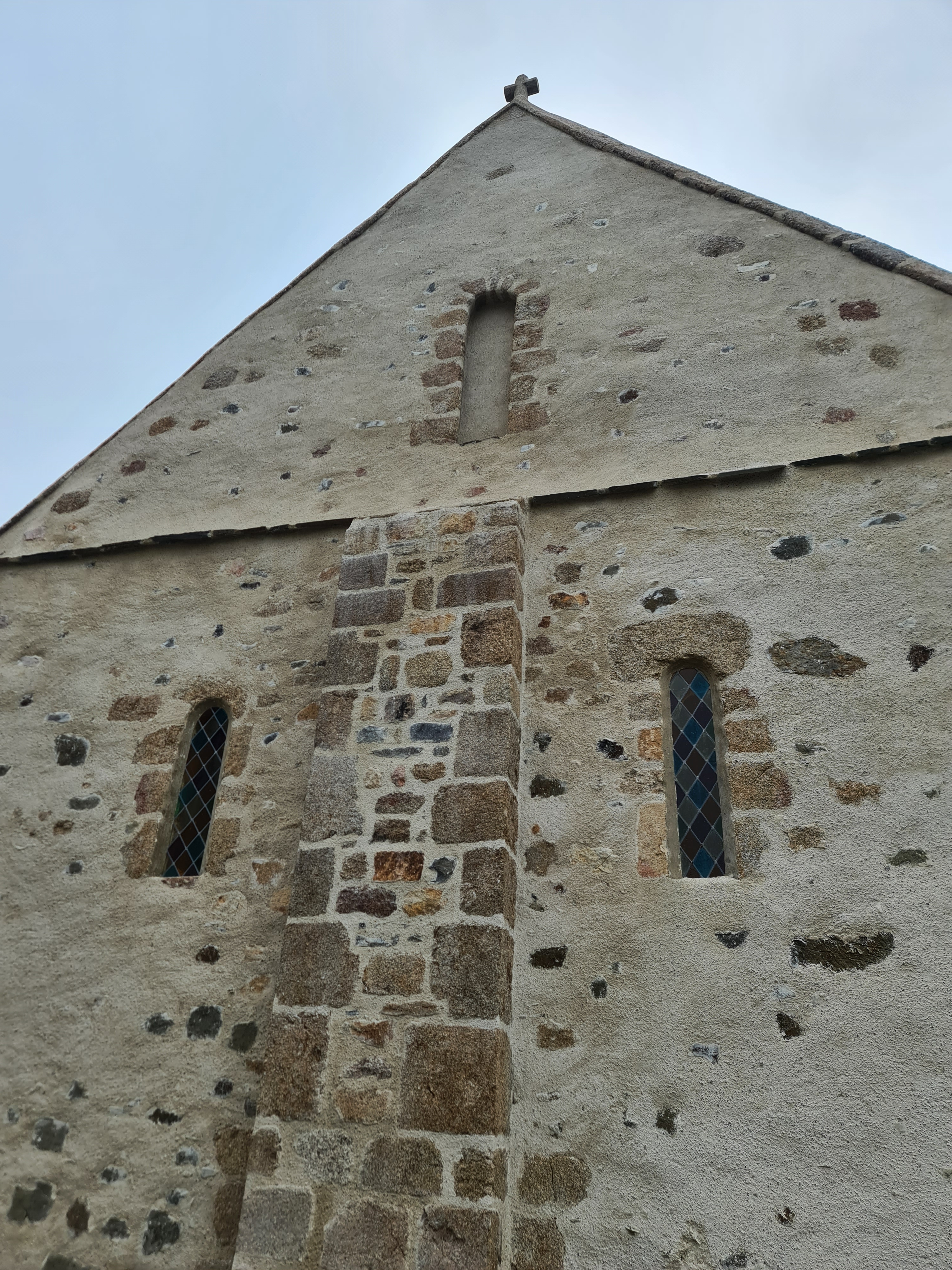
Façade occidentale.
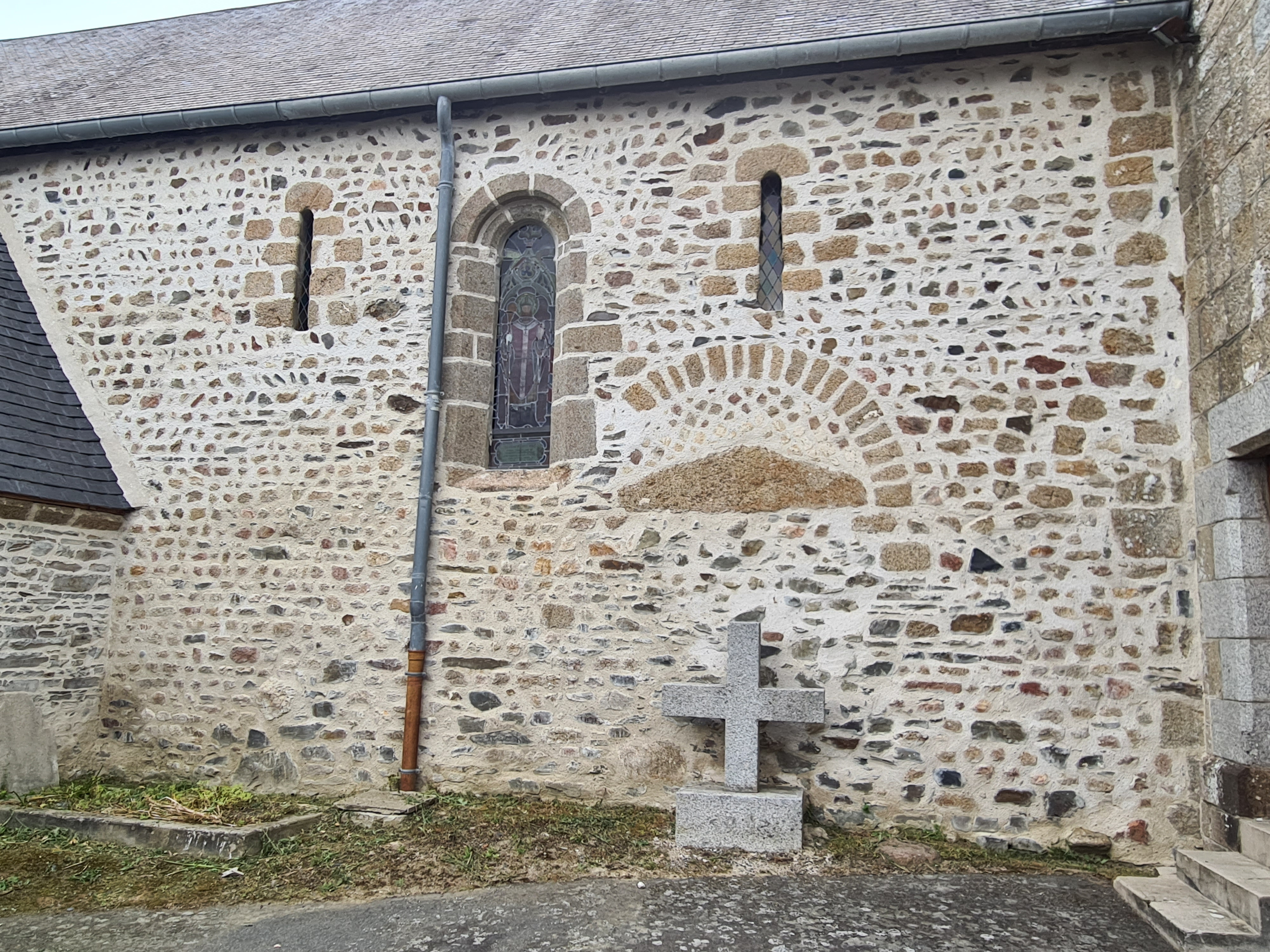
Ancien portail.
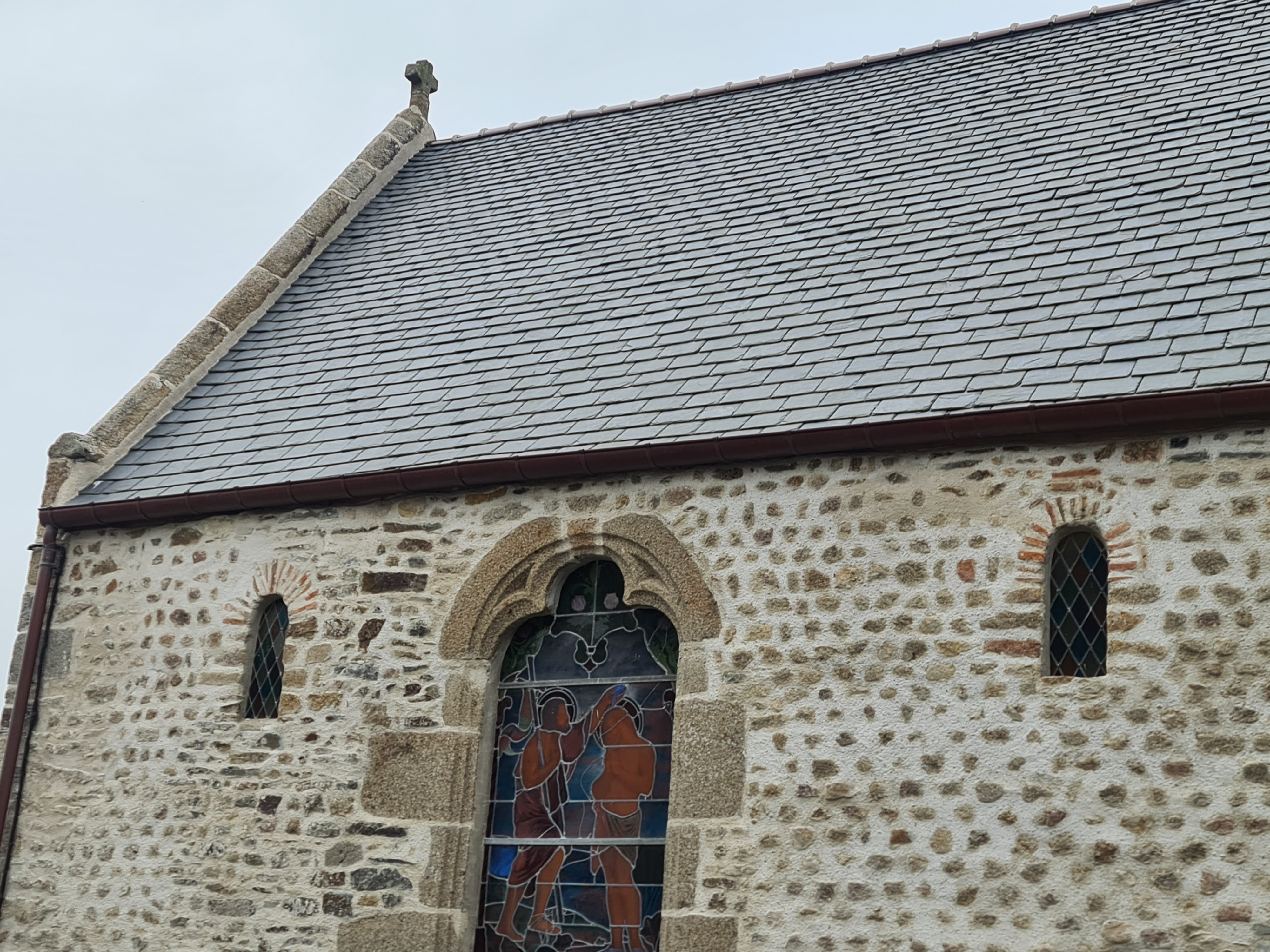
Mur nord du chœur préroman.
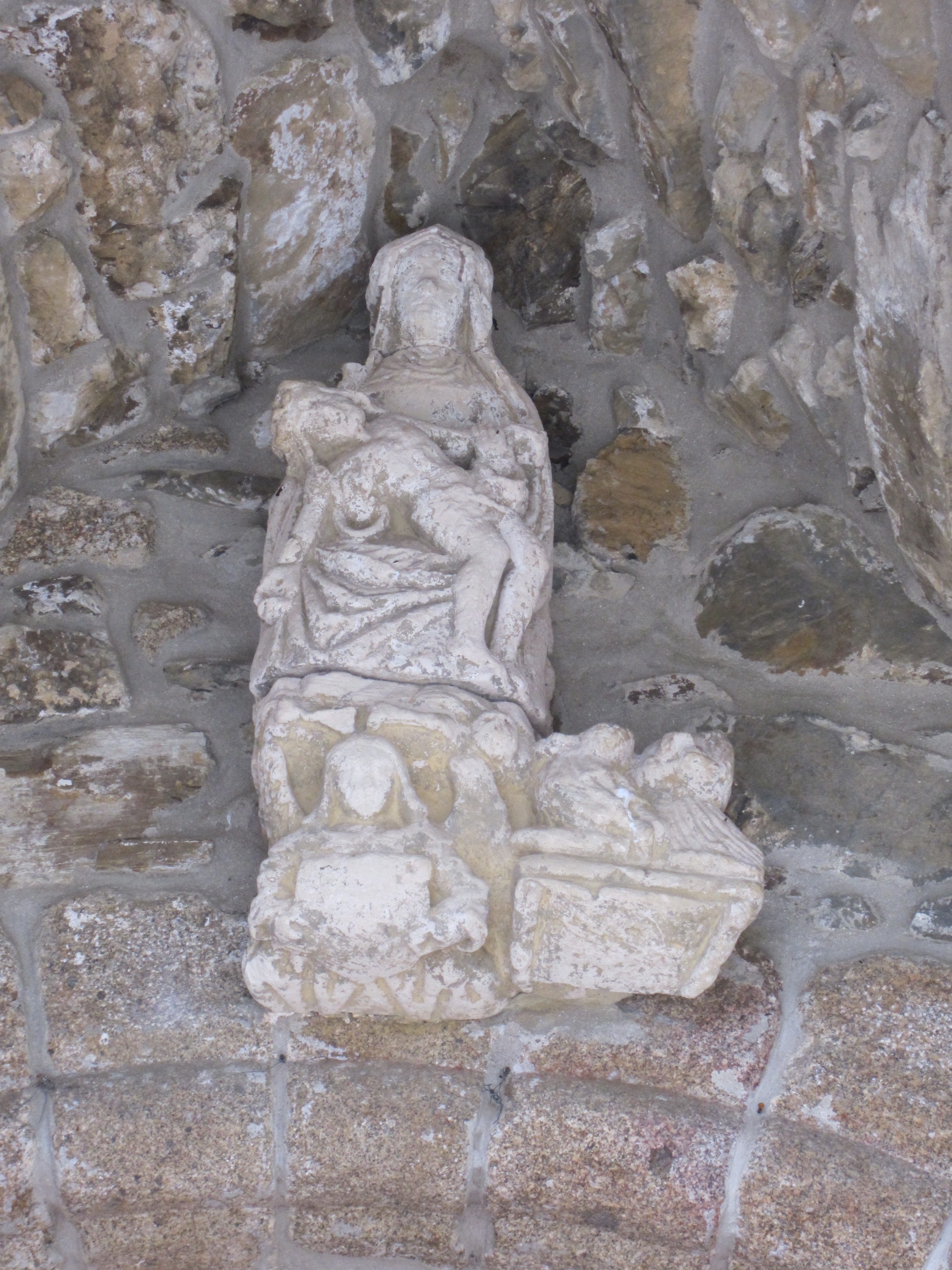
Vierge de pitié sous le porche.
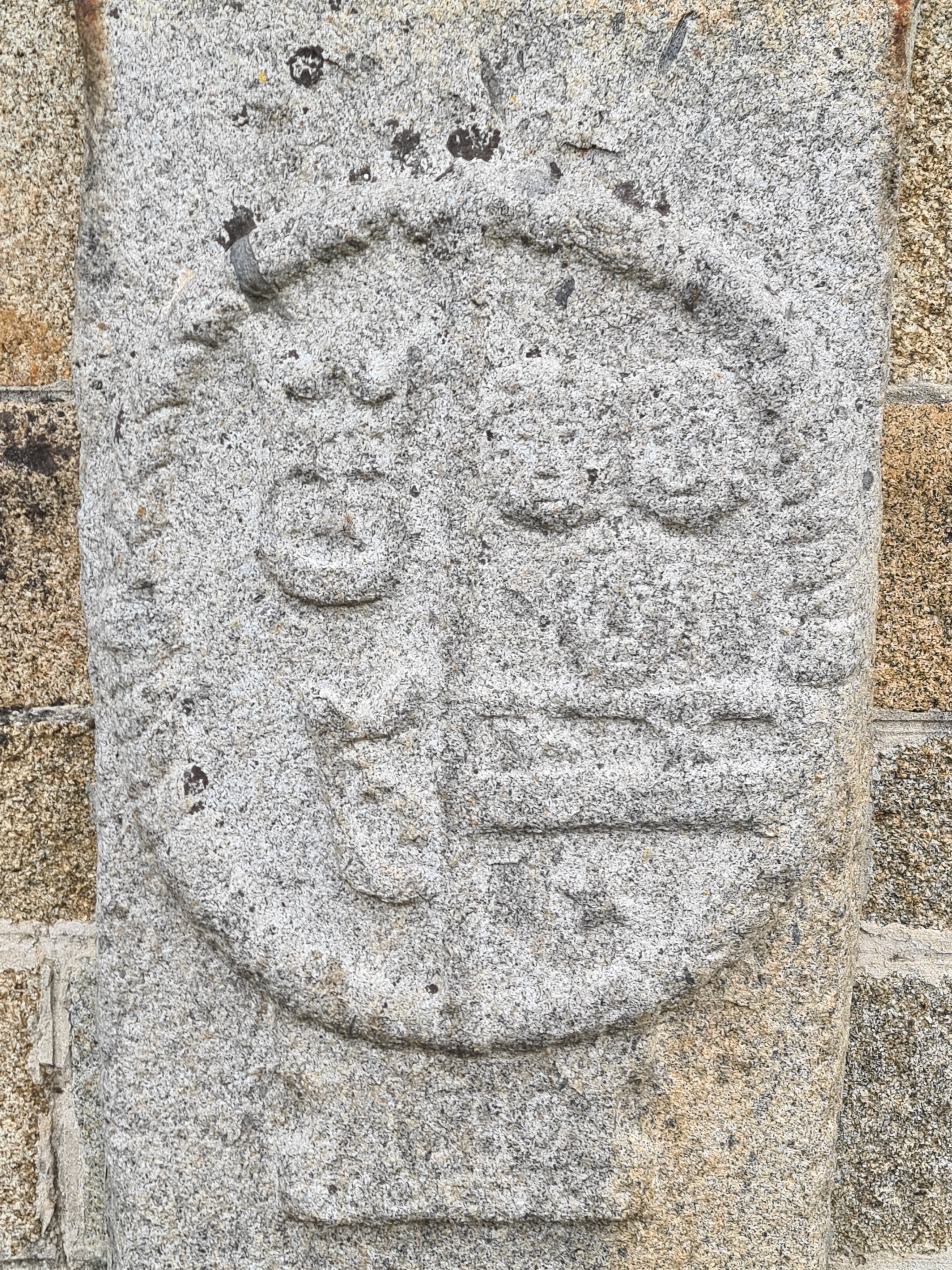
Pierre tombale armoriée XVIIe.
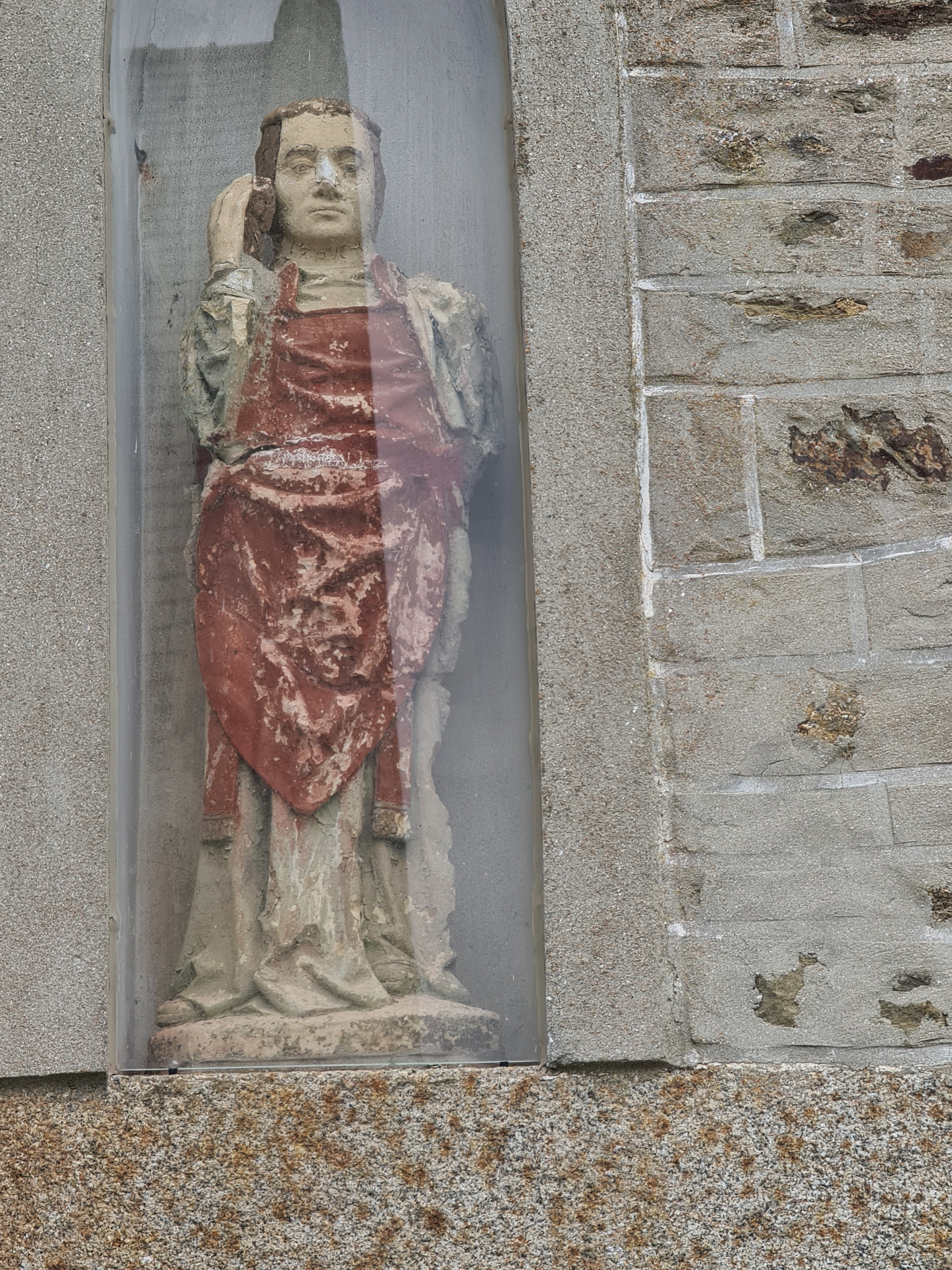
Saint Avertin, niche du presbytère.

### Intérieur
Les restaurations entre 2019 et 2023 ont permis la réfection des enduits, sauf ceux supportant les peintures murales du mur sud qui ont été consolidés, la reprise des lambris de la voûte et la remise en état de la bancellerie et des cimaises. La charpente de la nef et du chœur ont été datées par dendrochronologie de 1482, époque de rénovation de l'église avec l'érection du chevet et l'ouverture de baies.
L'entrée par le porche sud accède à la nef rendue lumineuse par le large ébrasement des baies et l'enduit blanc. En cimaise des panneaux peints de blasons sont accrochés aux deux sablières de la nef. La nef et le chœur sont chacun voutés en berceau de plâtre et de lambris posés en 1965 et 1973 et refaits au XXIe siècle. Un grand arc en plein cintre fait communiquer la nef avec la chapelle sud aménagée au rez-de-chaussée de la tour et restaurée en style néogothique au XIXe,.
Contre le mur oriental du chœur un retable est installé au XVIIe début du XVIIIe siècle et la grande baie du siècle précédent est obstruée, ce retable avec ses colonnes torses sculptées d'enroulement de cep de vigne, remanié au XIXe, est restauré au XXe siècle ; avec l'autel il fait l'objet d'une inscription sur la base Palissy.
À l'entrée du chœur une poutre de gloire, seul entrait conservé de la charpente du XVe siècle, supporte un ex-voto : un morutier du XIXe siècle.

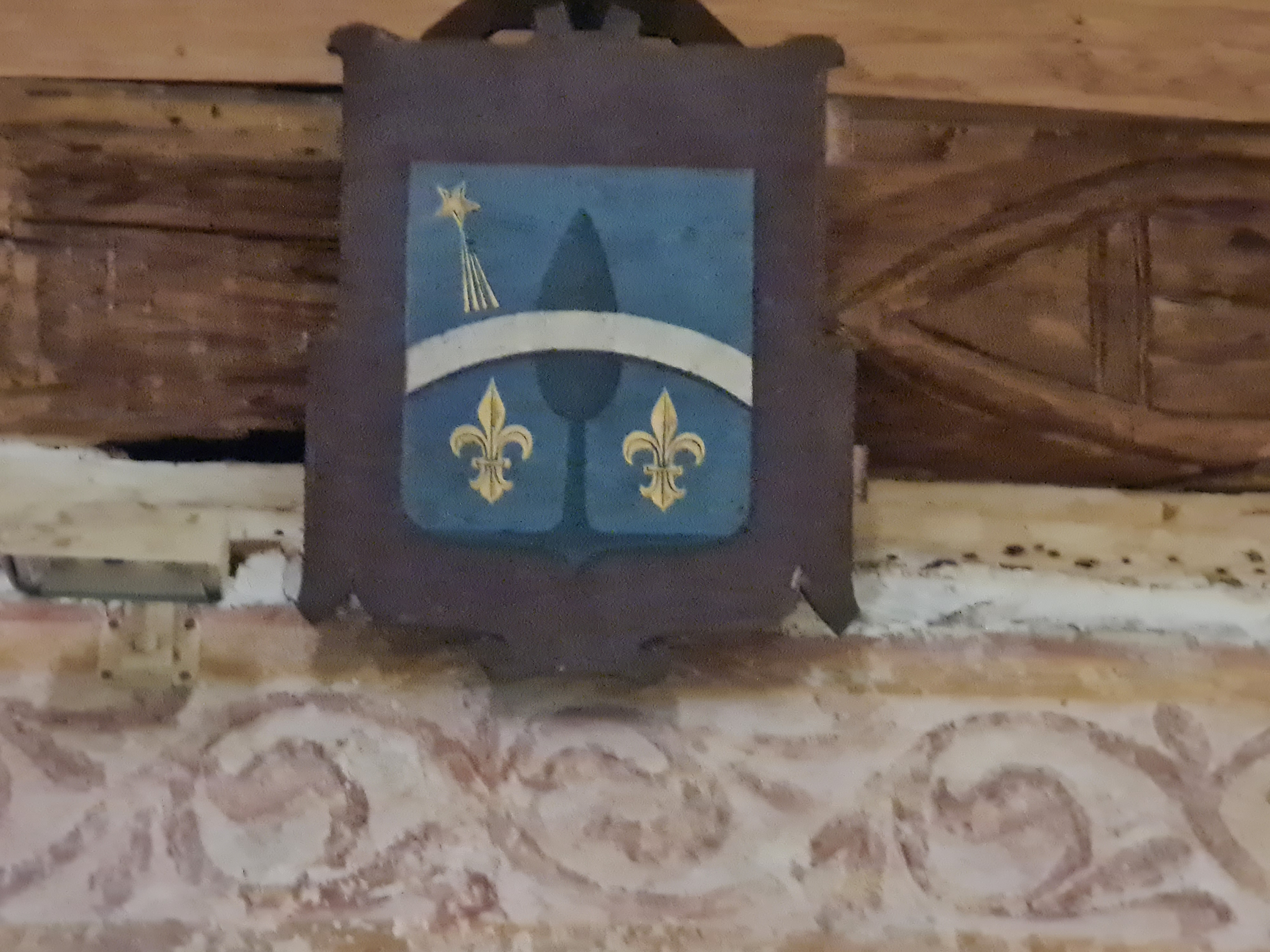
Blason armorié en cimaise et frise murale romane.
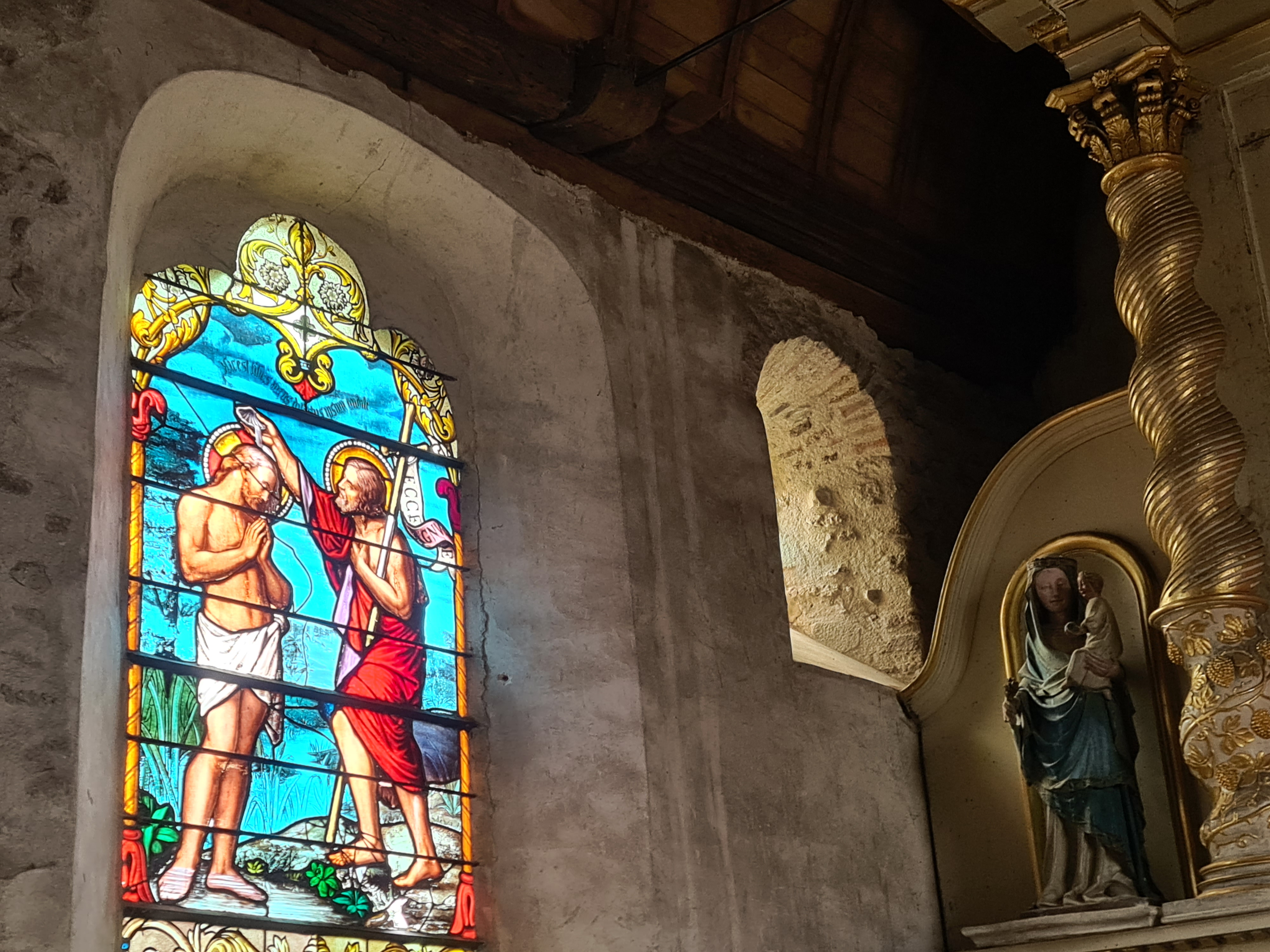
Angle nord est du chœur, baie préromane et vitrail de Jean-Baptiste.
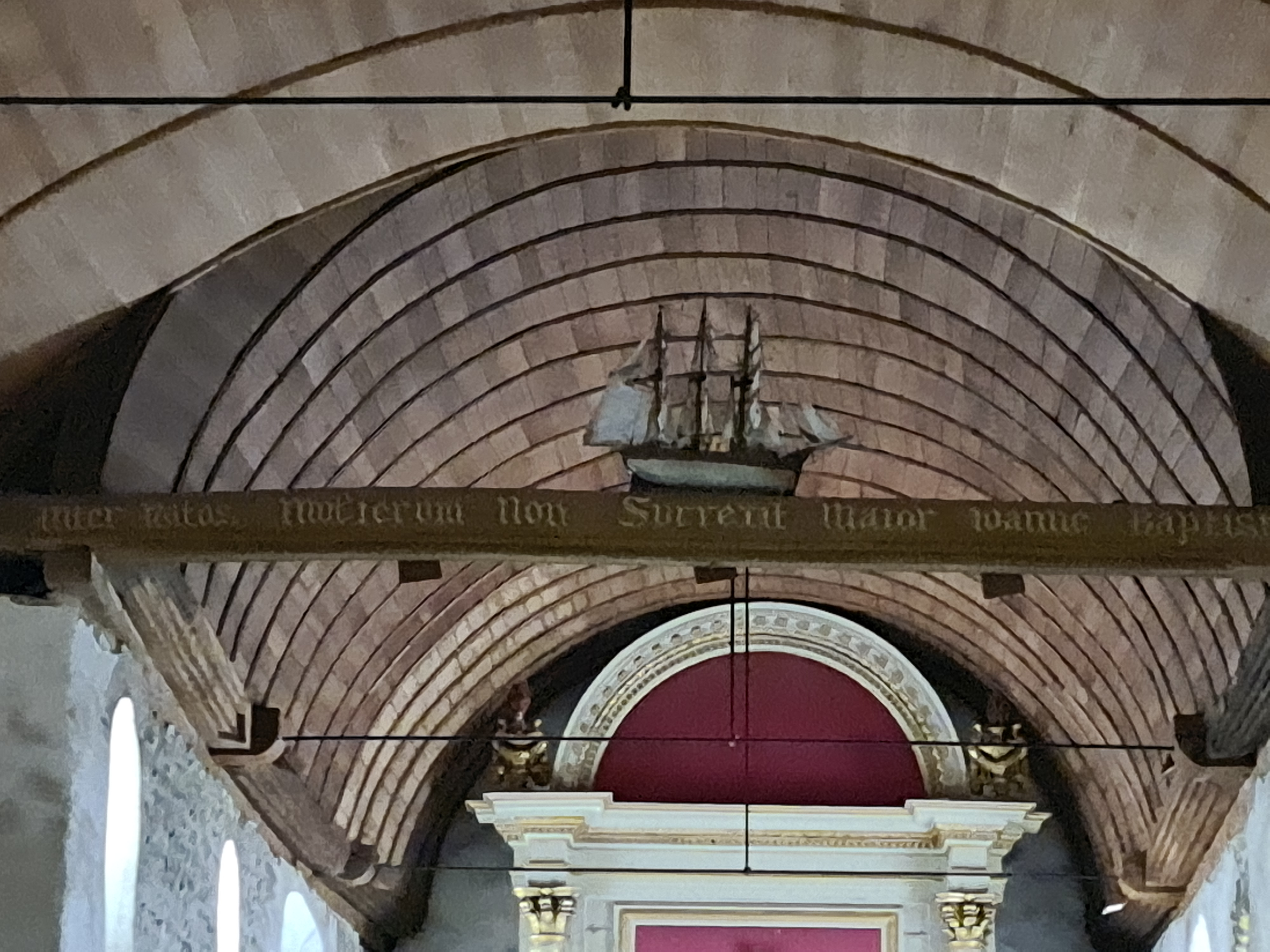
Poutre de gloire, ex-voto et lambris du chœur.
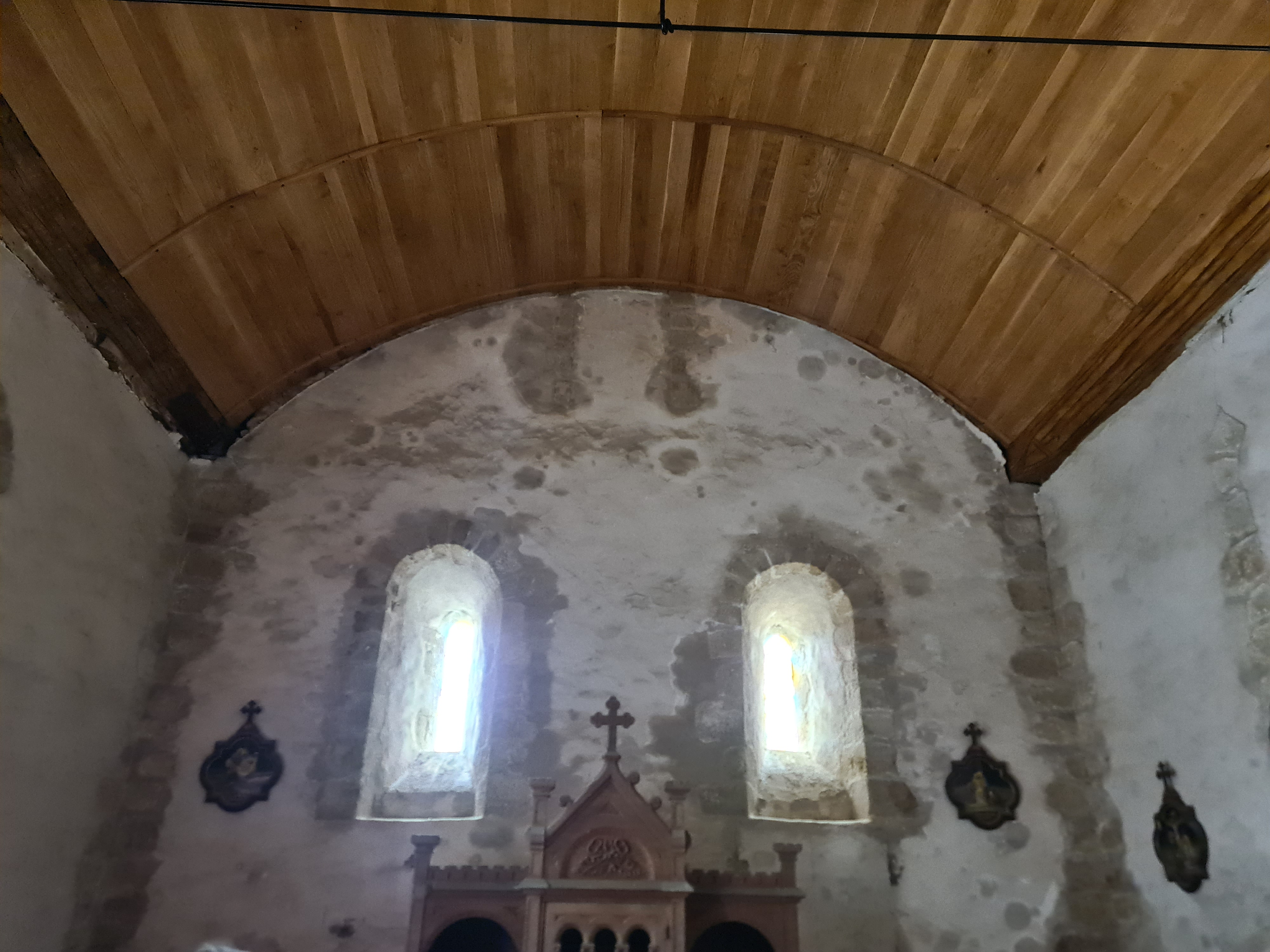
Mur occidental de la nef et ses trois baies du XIIe siècle.

#### Peintures murales
Les peintures murales découvertes sur le mur sud de la nef à l'occasion des restaurations entreprises dans les années 1970 sont des fresques. Elles sont visibles entre l'entrée et l'extrémité orientale de la nef et particulièrement sur le tympan du porche primitif muré au XIIe siècle. Depuis leur révélation par l'abbé Porée, curé de l'église, elles sont dégagées et restaurées en 1974 et 1979. Elles sont encore dégagées, datées et restaurées par Véronique Legoux avant et pendant les restaurations de 2020. Datées du début du XIe siècle pour les plus anciennes et du XIIe siècle, elles sont constituées d'éléments non figuratifs, frises de rinceaux, bordures et motifs géométriques et d'éléments figuratifs peu lisibles identifiées comme la représentation du cycle biblique de Caïn et Abel : l'affrontement des deux frères, l'offrande par Abel au manteau rouge d'un agneau que Dieu bénit et l'offrande par Caïn au manteau jaune d'une petite gerbe, alors qu'une gerbe plus importante demeure entre ses jambes, et le meurtre d'Abel par Caïn avec un outil de travaux agricoles, une pelle triangulaire. Dans la scène suivante, Dieu intervient pour protéger Caïn,.

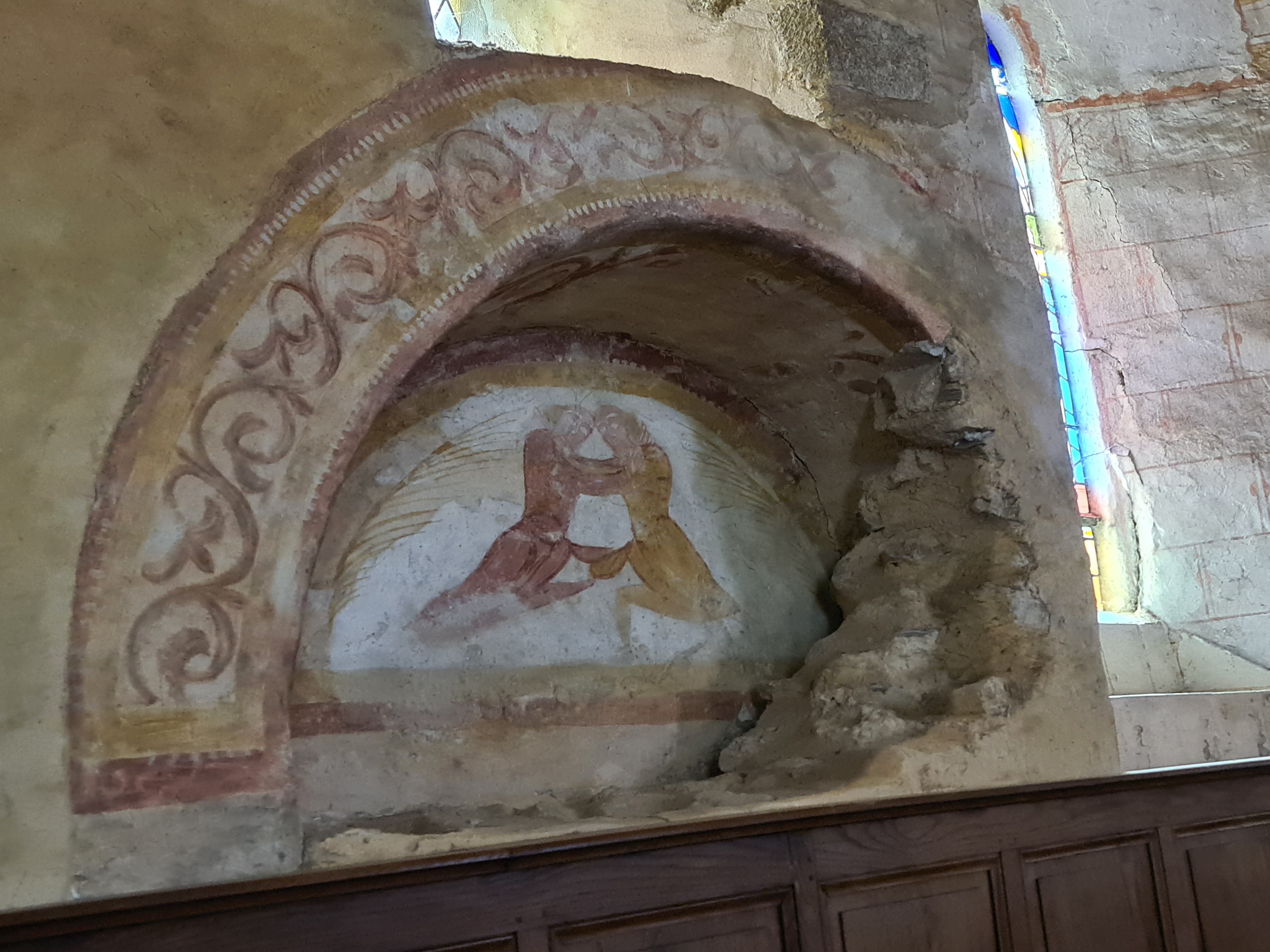
Peintures murales du tympan de l'ancien portail.
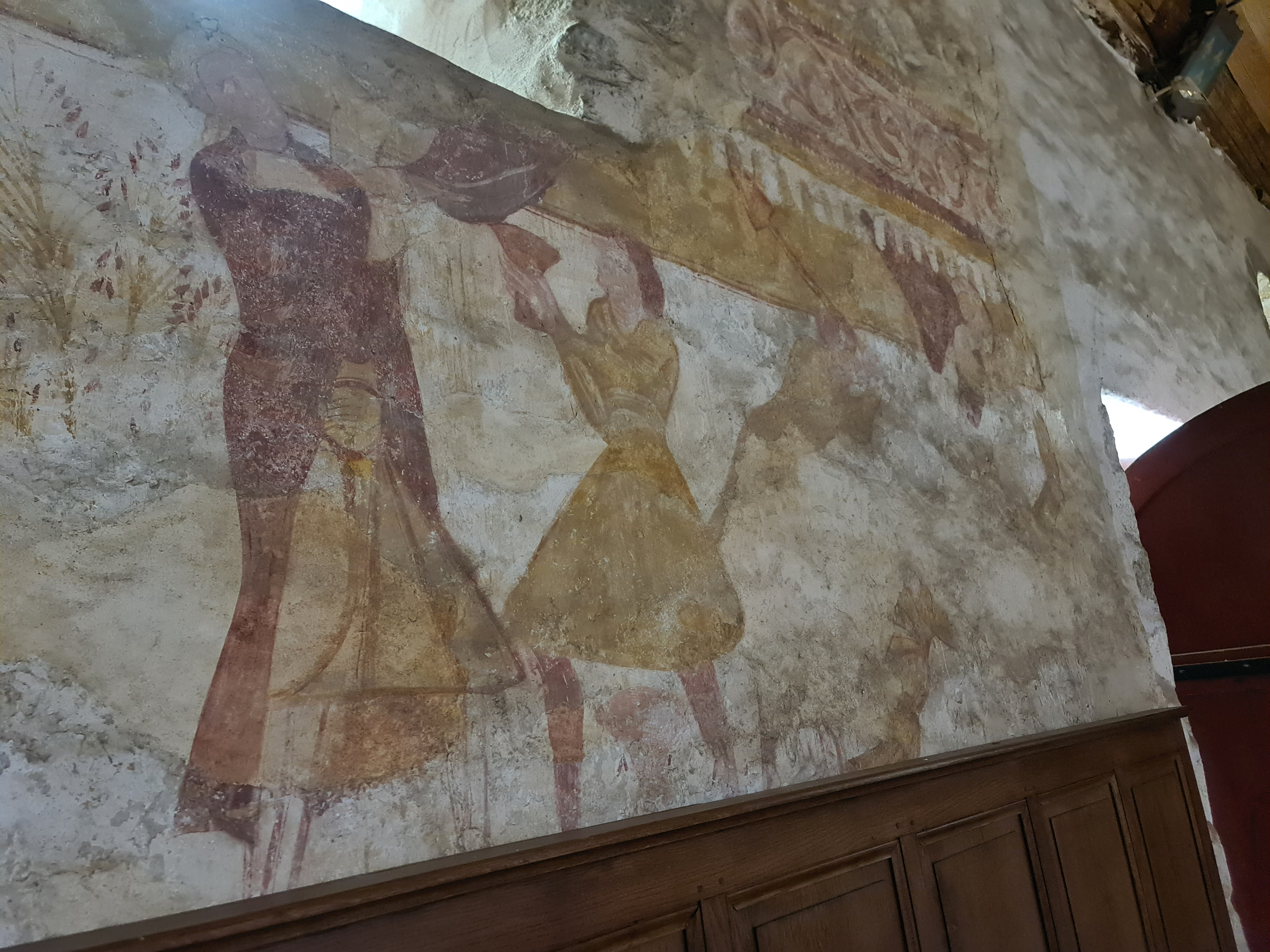
Caïn et Abel près de l'entrée, offrande et meurtre avec une pelle triangulaire.

#### Mobilier
L'église abrite une statuaire et un mobilier dignes d'intérêt :
- un retable des XVIIIe, XIXe et XXe siècles[29] ;
- une statue de sainte Anne et la Vierge située dans une niche à droite dans le retable du maître autel du XIVe siècle, classée[30] ;
- une statue de la Vierge à l'Enfant du XVe siècle située dans une niche à gauche dans le retable du maître autel, classée[31] ;
- un christ en croix du XVe siècle, placé au centre du retable il était antérieurement sur la poutre de gloire, classé[32] ;
- un autre christ en croix des XVIe – XVIIe siècles placé sur le mur sud de la nef, inscrit[33] ;
- une statue de Moïse du XVIIIe siècle à usage de pupitre, classée[34] ;
- une statue de saint Jean-Baptiste en pierre polychrome du XVIe située au fond de la nef, inscrit[35] ;
- les fonts baptismaux du XVIIe en granite avec deux cuves et leurs couvercles en bois, inscrits[36] ;
- une plaque funéraire du XVIIe au nom de François Agasse prieur et curé de cette paroisse, inscrite[37] ;
- la bancellerie du XIXe restaurée en 2022, inscrite[38].

## Protection
L'église est inscrite au titre des monuments historiques par arrêté du 8 juin 1967.
Quatre objets sont classés et treize sont inscrits sur la base Palissy. Des objets ont disparu, certains malgré leur protection : la chaire à prêcher du XVIIe, la verrière de la vierge du XVIe, les stalles du chœur visibles sur des photos anciennes.

## Culte
Dédiée à saint Jean-Baptiste cette église paroissiale de la commune est aujourd'hui intégrée à la paroisse Saint-Auguste-Chapdelaine de Sartilly dont elle est un des douze clochers. Cette paroisse fait partie du doyenné du pays de Granville-Villedieu dans le diocèse catholique de Coutances et Avranches.

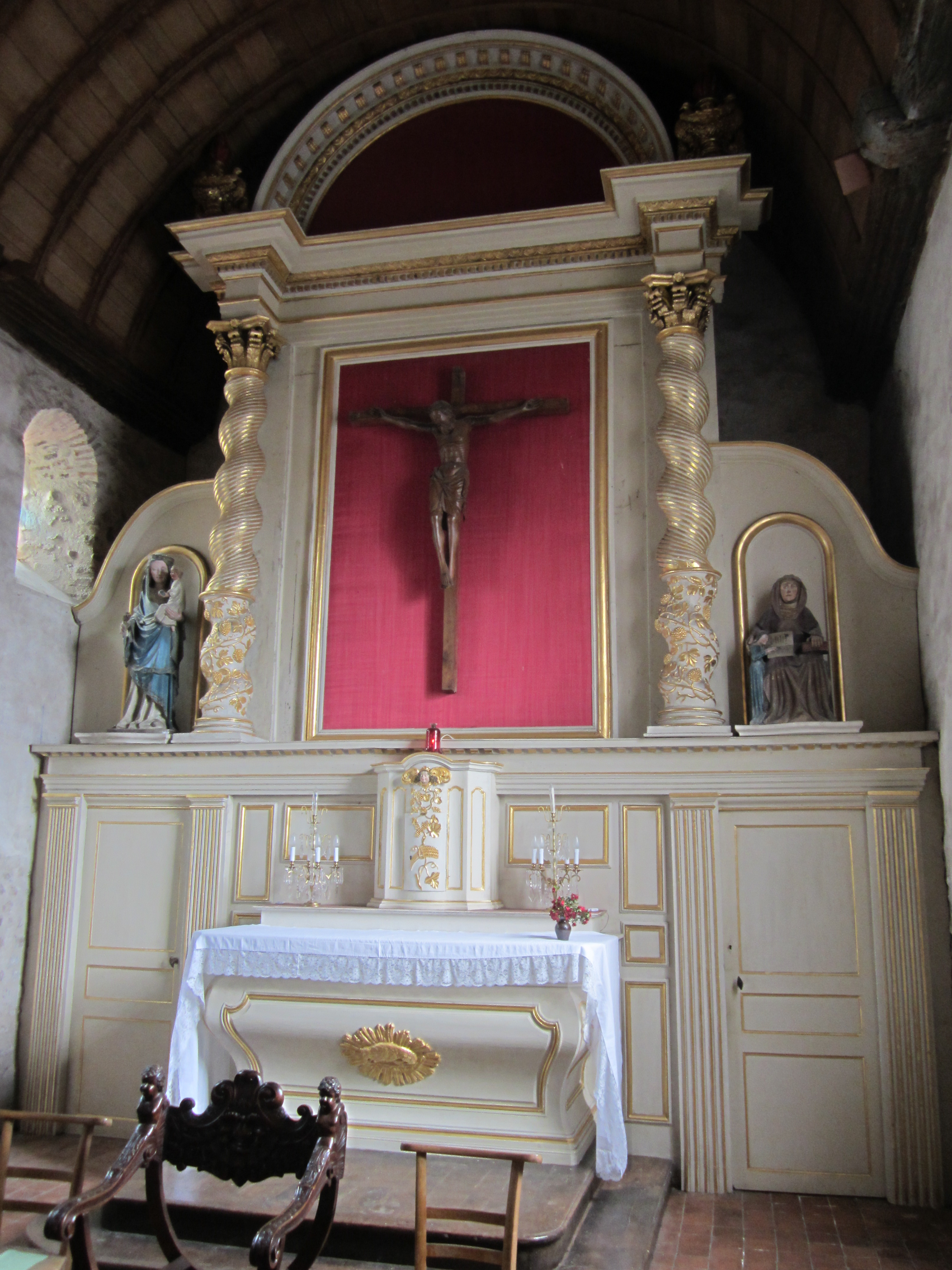
Maitre-autel.
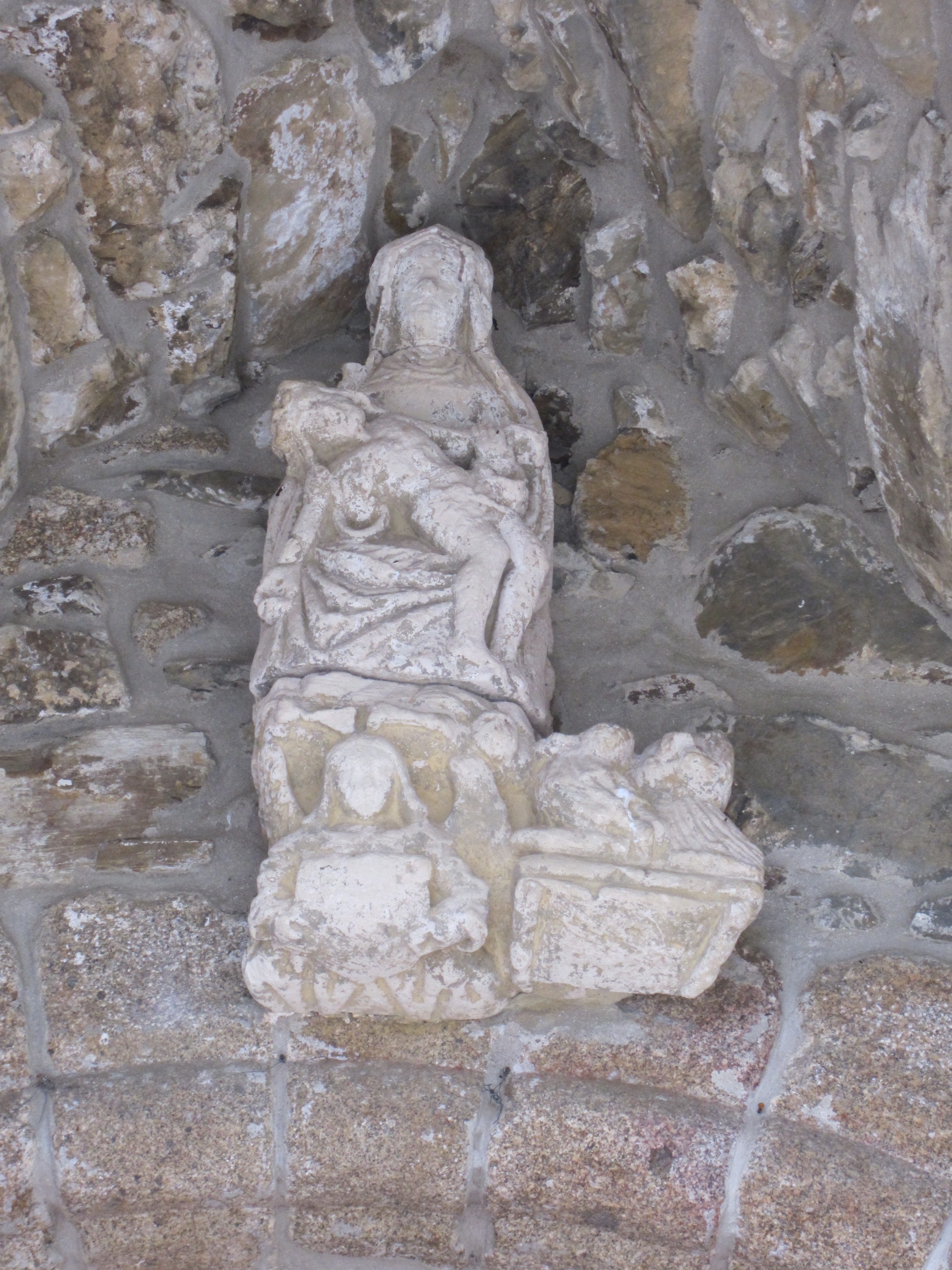
Pietà.
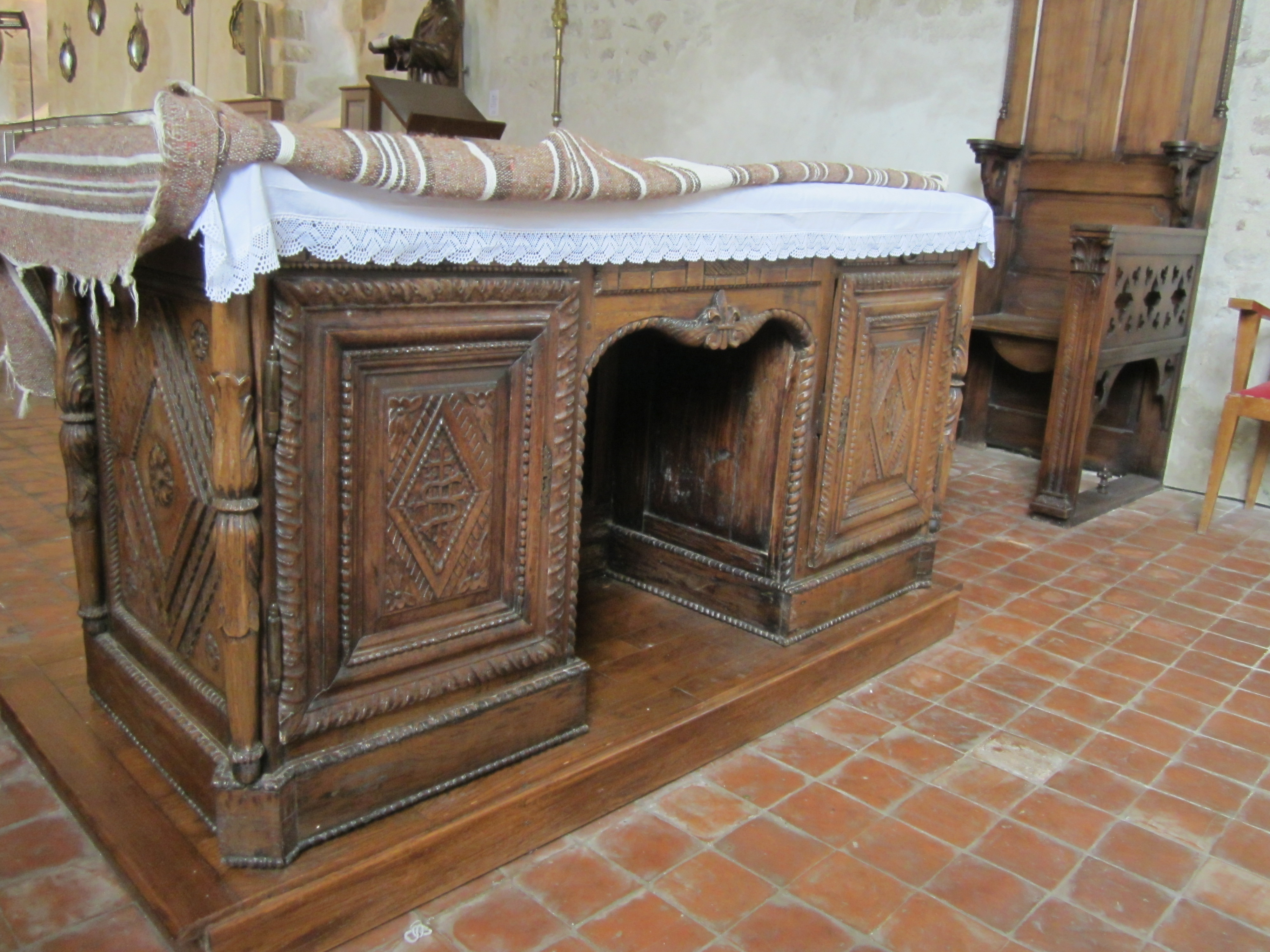
Bureau transformé en autel.
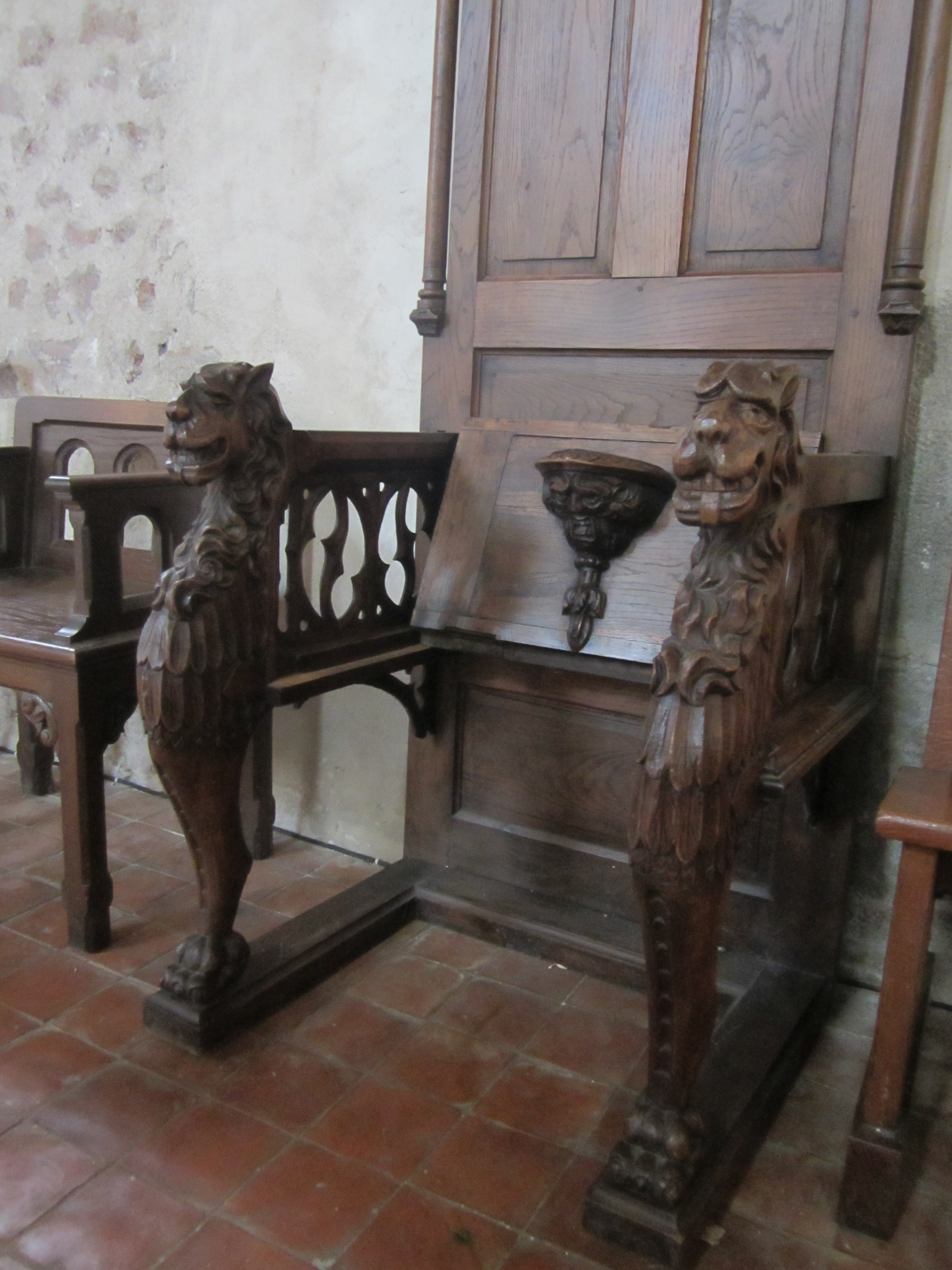
Stalle.